# Benjamin Auer
Benjamin Auer (Landau in der Pfalz, 11 januari 1981) is een voormalig Duits voetballer die speelde als aanvaller.
Auer speelde voor Karlsruher SC, Borussia Mönchengladbach, 1. FSV Mainz 05, VfL Bochum, 1. FC Kaiserslautern, Alemannia Aachen en FK Pirmasens.

Begin maart 2017 beëindigde hij zijn voetbalcarrière wegens knieproblemen.